# Sophie Corbillé
Sophie Corbillé, née en 1977, est une enseignante-chercheuse spécialisée en anthropologie de la communication. Elle effectue des recherches sur l'urbanité, l'habiter et ses liens avec la globalisation, la métropolisation et la gentrification.

## Œuvre
Son premier livre, Paris bourgeoise, Paris bohème : la ruée vers l'Est (PUF, 2013), lui permet, en tant qu'ethnologue,, de se pencher sur les « villages » que constituent les quartiers Est de Paris, les 10e, 11e, 12e, 18e, 19e et 20e arrondissements. L'ouvrage est remarqué pour son « intérêt scientifique indéniable pour tout chercheur en sciences sociales s’intéressant à l’urbain, aux identités citadines, à la construction symbolique des lieux et à la vie des habitants dans les quartiers gentrifiés », et pour l'inscription de la gentrification dans une « évolution entamée dès les travaux d’Haussmann : déjà, l’on chassait les plus pauvres à la périphérie ». Elle y montre que « bien [que les “gentrifieurs”] vantent l'“ouverture au monde” et le multiculturalisme ambiant, ils y recherchent en réalité tout autant un entre-soi qui n'a, par bien des aspects, rien à envier à la bourgeoisie traditionnelle de l'ouest parisien, volontiers érigée en contre-exemple par les “bourgeois-bohèmes” ». En plus du milieu académique, le livre attire l'attention des médias : Marianne, Fréquence protestante, Le Figaro, RFI, L'express…  
Son deuxième livre, La ville des enfants. Fantasmagorie du capital dans un parc d'attractions globalisé (PUF, 2023), est consacré à une nouvelle enquête de terrain liée à une gamme émergente de parcs d’attraction qui se répandent dans le monde où, au lieu de tourner manège et de glisser dans le grand-huit, les enfants jouent à travailler,. Emmanuel Davidenkoff qualifie l'enquête de « vertigineuse », et amène Matthieu Garrigou-Lagrange à s'interroger sur les « critères [auxquels] les infrastructures d'une ville doivent répondre pour que celle-ci atteigne le statut de terrain de jeu global »[source insuffisante].
Dans Paris, capitale médiatique : Ville et presse au xixe siècle, ouvrage qu'elle a coordonné avec Adeline Wrona et Emmanuelle Fantin en 2022 et cité par la revue French Historical Studies (Duke University Press), elle présente la capitale française dans 3 configurations médiatiques : lieu d'alliance pour le journaliste et éditeur Émile de Girardin, lieu de conceptualisation journalistique et de ligne éditoriale de l’espace urbain, et son écho dans le monde. La Revue française de sciences de l'information et de la communication relève que « la perception de Paris au centre du monde fait écho à la communication médiatique, centre de l’évolution culturelle, littéraire, économique et politique de la ville. Émile de Girardin a été l’un des précurseurs de ce mouvement au XIXe siècle ».

## Carrière
Docteure en anthropologie sociale et ethnologie après  de l'ÉHÉSS avoir soutenu en 2006 une thèse sous la direction de Marc Abélès, elle est également diplômée de SciencesPo Paris (1999). En 2007, elle est recrutée comme maîtresse de conférences au CELSA (Sorbonne Université) et, après avoir été habilitée à diriger les recherches en 2021 sous la présidence de jury d'Adeline Wrona, puis  en 2022, elle est nommée professeure des universités. Elle est responsable du master « Ressources humaines et communication » (Paris) et « Marketing, Management, Communication and Media » (Abou Dhabi), et directrice adjointe du CELSA depuis 2022.
Sophie Corbillé est chercheuse du Groupe de recherches interdisciplinaires sur les processus d’information et de communication (GRIPIC) depuis 2005 et en assure la direction adjointe depuis 2018[source insuffisante].

### Ouvrages
- Sophie Corbillé, La ville des enfants : Fantasmagorie du capital dans un parc d'attractions globalisé, Paris, Presses universitaires de France, 2023[21]
- Sophie Corbillé (dir.), Emmanuelle Fantin (dir.) et Adeline Wrona (dir.), Paris, capitale médiatique : Ville et presse au XIXe siècle, Saint-Denis, Presses universitaires de Vincennes, coll. « Médias », 2022 (ISBN 978-2-37924-274-8)[22],[23],
- Sophie Corbillé, Paris bourgeoise, Paris bohème : La ruée vers l'Est, Paris, Presses universitaires de France, 2013[24],[3]